# Гусево (Невельский район)
Гу́сево — деревня в Невельском районе Псковской области России. Входит в состав сельского поселения «Артёмовская волость».

## География
Находится на берегу озера Завережье возле впадения в него ручья Круча в 3 верстах юго-западнее деревни Артёмово.

## Население
Численность населения деревни на конец 2000 года составляла 4 жителя.